# Campionato europeo dei piccoli stati maschile di pallavolo 2011
Il campionato europeo dei piccoli stati maschile di pallavolo 2011 si è svolto dal 6 all'8 maggio ad Andorra la Vella, in Andorra: al torneo hanno partecipato cinque squadre nazionali europee di stati con meno di un milione di abitanti e la vittoria finale è andata per la sesta volta consecutiva a Cipro.

## Qualificazioni
Al torneo hanno partecipato: la nazionale del paese ospitante e quattro nazionali provenienti dai gironi di qualificazione.

## Impianti
|                                                                                            |  |  |
|                                                                                            |  |  |
| Centre Esportiu els Serradells Città: Andorra la Vella Capienza: 350 Anno d'apertura: 1991 |  |  |

## Regolamento
Le squadre hanno disputato un'unica fase con formula del girone all'italiana.

## Squadre partecipanti
| Squadra     | Qualificazione                            | Ultima partecipazione |
| ----------- | ----------------------------------------- | --------------------- |
| Andorra     | Paese organizzatore                       | Cipro 2007            |
| Cipro       | 1ª al torneo di qualificazione (girone A) | Lussemburgo 2009      |
| Islanda     | 2ª al torneo di qualificazione (girone B) | Lussemburgo 2009      |
| Lussemburgo | 1ª al torneo di qualificazione (girone B) | Lussemburgo 2009      |
| Scozia      | 2ª al torneo di qualificazione (girone A) | Lussemburgo 2004      |

## Torneo

### Risultati
| 6 maggio 2011 Centre els Serradells, Andorra la Vella Durata: 1h:44 - Spettatori: 50  | Scozia      | 2 - 3 | Lussemburgo | 25-21, 22-25, 25-23, 9-25, 8-15   |
| 6 maggio 2011 Centre els Serradells, Andorra la Vella Durata: 1h:09 - Spettatori: 40  | Cipro       | 3 - 0 | Islanda     | 25-20, 26-24, 25-13               |
| 6 maggio 2011 Centre els Serradells, Andorra la Vella Durata: 1h:14 - Spettatori: 200 | Andorra     | 3 - 0 | Scozia      | 25-23, 25-16, 25-21               |
| 7 maggio 2011 Centre els Serradells, Andorra la Vella Durata: 1h:36 - Spettatori: 150 | Cipro       | 3 - 1 | Andorra     | 23-25, 25-14, 25-19, 25-19        |
| 7 maggio 2011 Centre els Serradells, Andorra la Vella Durata: 1h:58 - Spettatori: 40  | Islanda     | 2 - 3 | Lussemburgo | 25-23, 21-25, 26-24, 20-25, 11-15 |
| 7 maggio 2011 Centre els Serradells, Andorra la Vella Durata: 1h:10 - Spettatori: 60  | Scozia      | 0 - 3 | Cipro       | 20-25, 16-25, 22-25               |
| 7 maggio 2011 Centre els Serradells, Andorra la Vella Durata: 1h:09 - Spettatori: 250 | Andorra     | 3 - 0 | Islanda     | 25-22, 25-17, 25-19               |
| 8 maggio 2011 Centre els Serradells, Andorra la Vella Durata: 1h:45 - Spettatori: 50  | Lussemburgo | 2 - 3 | Cipro       | 23-25, 25-19, 20-25, 25-16, 8-15  |
| 8 maggio 2011 Centre els Serradells, Andorra la Vella Durata: 1h:18 - Spettatori: 30  | Islanda     | 0 - 3 | Scozia      | 23-25, 22-25, 26-28               |
| 8 maggio 2011 Centre els Serradells, Andorra la Vella Durata: 1h:52 - Spettatori: 250 | Lussemburgo | 3 - 1 | Andorra     | 22-25, 30-28, 26-24, 25-20        |

### Classifica
| Pos | Squadra     | Pt | G | V | P | SV | SP | Ratio | PF  | PS  | Ratio |
| --- | ----------- | -- | - | - | - | -- | -- | ----- | --- | --- | ----- |
| 1   | Cipro       | 11 | 4 | 4 | 0 | 12 | 3  | 4.000 | 349 | 293 | 1.191 |
| 2   | Lussemburgo | 8  | 4 | 3 | 1 | 11 | 8  | 1.375 | 425 | 389 | 1.093 |
| 3   | Andorra     | 6  | 4 | 2 | 2 | 8  | 6  | 1.333 | 324 | 319 | 1.016 |
| 4   | Scozia      | 4  | 4 | 1 | 3 | 5  | 9  | 0.556 | 285 | 330 | 0.864 |
| 5   | Islanda     | 1  | 4 | 0 | 4 | 2  | 12 | 0.167 | 289 | 341 | 0.848 |

## Podio

### Campione
Formazione: 1 Georgios Platritis, 3 Christos Papadopoulos, 4 Antonis Tsagkaridis, 5 Nikos Kolas, 7 Gabriel Georgiou, 8 Ioannis Chatzifilippou, 9 Vladimir Knezevic, 10 Constantinos Papaioannou, 12 Aggelos Alexiou, 13 Anthimos Economides, 14 Vasos Dimitriou, 15 Marinos Papachristodoulou, CT: -

### Secondo posto
Formazione: 1 Dominik Husi, 2 Olivier De Castro, 3 Andy König, 4 Djamel Balhaouci, 6 Gil Nizard, 7 Jan Lux, 8 Ralf Lentz, 10 Juan Pablo Stutz, 12 Gilles Braas, 14 Ben Angelsberg, 16 Frantizek Vosahlo, 17 Raoul Jungers, CT: -

### Terzo posto
Formazione: 1 Francesc Porras, 2 Javier Borrego, 3 Marti Castella, 4 Alex Pau, 6 Ivan Lanza, 7 Erik Olivera, 8 Cristian Salvador, 12 Josep Manuel Garcia, 14 Alfons Parat, 15 Daniel Torres, 16 Daniel Perez, 17 Xavier Folguera, CT: -

## Classifica finale
| Pos | Squadra     |
| --- | ----------- |
|     | Cipro       |
|     | Lussemburgo |
|     | Andorra     |
| 4   | Scozia      |
| 5   | Islanda     |